# Gustaf von Proschwitz
Gustaf von Proschwitz, född 16 september 1820 i Hede församling, Göteborgs och Bohus län, död 16 november 1896 i Valbo-Ryrs församling, Älvsborgs län, var en svensk lantbrukare och riksdagsman. Han var bror till Adolf von Proschwitz och far till Adolf von Proschwitz.
von Proschwitz var lantbrukare på gården Storskogen i Älvsborgs län. I riksdagen var han ledamot av andra kammaren.